# Czatkobatrachus polonicus
Czatkobatrachus polonicus è un anfibio proanuro estinto, vicino all'origine degli anuri (rane e rospi), vissuto nel Triassico inferiore, circa 251-247 milioni di anni fa (Olenekiano), i cui resti fossili sono stati ritrovati in Polonia.

## Descrizione
Czatkobatrachus è conosciuto grazie a centinaia di ossa isolate, conservatesi in un deposito carsico; è quindi impossibile una ricostruzione dettagliata dell'animale. Tuttavia, le ossa sono assai simili a quelle di un altro anfibio del Triassico inferiore, Triadobatrachus massinoti, del Madagascar. Czatkobatrachus era ben più piccolo della forma malgascia (la lunghezza di un esemplare adulto non doveva superare i 5 centimetri di lunghezza) e la forma del corpo giù preannunciava quella degli anuri attuali in alcune caratteristiche. 
Come in Triadobatrachus, l'ulna e il radio erano ancora separati, così come tibia e fibula, ma le costole sacrali erano fuse al centro vertebrale (e non unite tramite una sutura). Non vi era traccia di suture neurocentrali nelle vertebre del tronco, e i ridotti processi traversi delle vertebre suggeriscono che vi era una riduzione o addirittura la scomparsa delle costole del tronco. L'atlante, come in tutti gli anuri, era sprovvisto di costole. Lo scapolarcoracoide conserva la fusione tra scapola e coracoide tipica degli anfibi paleozoici, ma mostra un iniziale allungamento del forame sopraglenoideo, che diverrà una sorta di fessura negli anuri attuali. Il glenoide era di forma emisferica e permetteva a Czatkobatrachus di ruotare pienamente l'omero, come negli anuri e in contrasto con gli anfibi paleozoici. La coda era molto corta e costituita da vertebre separate fra loro.
In generale, sembra che Czatkobatrachus fosse dotato di zampe più lunghe e di uno scheletro maggiormente ossificato rispetto a Triadobatrachus. È probabile che Czatkobatrachus fosse un animale dalle spiccate attitudini terrestri e forse aveva già n'andatura saltellante come le rane moderne.

## Classificazione
Czatkobatrachus polonicus venne descritto per la prima volta nel 1998, sulla base di resti isolati ritrovati in riempimenti di fessura nella zona di Czatkowice in Polonia. Insieme a Triadobatrachus, questo animale è posto vicino all'origine degli anuri, nell'ambito del clade Salientia.
Triadobatrachus e Czatkobatrachus dimostrano che l'evoluzione del bacino (creste allungate e dirette anteriormente, pube ridotto) e alcuni aspetti dell'articolazione ilio-sacrale (allentamento del contatto ilio-sacrale, sviluppo di un sistema sospensivo) precedettero l'evoluzione di quelle caratteristiche associate in modo univoco con l'attitudine al salto (l'urostilo, la fusione e l'allungamento delle ossa dell'avambraccio e di tibia e fibula, un elemento coracoide separato e una posizione più parasagittale dell'arto anteriore per saltare). Il complesso funzionale adatto al salto si sarebbe evoluto dal Giurassico, con forme come Prosalirus (Evans e Borsuk−Białynicka, 2009).

## Paleobiologia
Czatkobatrachus viveva in un ambiente piuttosto arido, con alcune zone umide e alcuni specchi d'acqua non permanenti, circondato da vegetazione (oasi). L'alimentazione doveva essere costituita da insetti, che vivevano nella vegetazione intorno agli specchi d'acqua (Evans e Borsuk−Białynicka, 2009).